# Girirejo (Tegalrejo)
Girirejo is een bestuurslaag in het regentschap Magelang van de provincie Midden-Java, Indonesië. Girirejo telt 3209 inwoners (volkstelling 2010).